# ۱۰۰گیتاریست برتر تمام دوران از نظر رولینگ استون
۱۰۰ گیتاریست برتر تمام دوران، بر اساس مجله موسیقی رولینگ استون، رتبه‌بندی شده‌اند که اولین نسخه آن در سپتامبر ۲۰۰۳ در این مجله منتشر شده است.
اولین رتبه‌بندی توسط دیوید فریک در سال ۲۰۰۳ انجام شد، سپس دومین رتبه‌بندی در سال ۲۰۱۱ توسط هیئت داوران متشکل از موسیقیدانان تهیه گردید. این دو فهرست که تقریباً منحصر به هنرمندان راک و بلوز آنگلوساکسون است، توسط رسانه‌های مختلف مورد استناد واقع می‌شوند، اما در عین حال موضوع انتقاد نیز هستند.

## تاریخچه و روش شناسی
در سال ۲۰۰۳، این رتبه بندی توسط دیوید فریک، یکی از کارمندان مجله ایجاد شد. انتشار فهرست تا سال بعد ادامه پیدا کرد، به طوری که نتیجه گیری آن مصادف با پنجاهمین سالگرد راک اند رول شد. نسخه های جدیدتر بر اساس رای ده ها نوازنده حرفه ای شناخته شده و مطرح انجام شده است. بنابراین رتبه بندی بسته به رأی دهندگان در معرض تغییر است.
زمانی که این رتبه بندی برای اولین بار منتشر شد، جیمی هندریکس مقام اول را به خود اختصاص داد و پس از آن دوان آلمن و بی بی کینگ قرار گرفتند. در سال ۲۰۱۱، زمانی که رتبه بندی جدید منتشر شد، فریک به ایده اولیه خود بازگشت و توضیح داد که اگرچه این کار در ابتدا برای او بامعنا و درست به نظر می رسید، اما به دو دلیل خود او از آن ناامید شده است. اولین مورد، تعداد نسبتاً کم از گیتاریست‌هایی است که می‌توان آن‌ها را در این رتبه‌بندی گنجاند است، که صد نفر تعیین شده است. فریک تخمین زد که برای رعایت عدالت در مورد اکثر نوازندگان گیتاریست معاصر که تأثیر تعیین کننده ای داشته اند، لازم است بتوان رتبه بندی را با حداقل پانصد نوازنده منتشر کرد. فریک در نهایت، با بازگشت به ایده اولیه رتبه‌بندی‌اش، توضیح می‌دهد که اگر هندریکس همیشه به نظر او حق طبیعی داشتن مقام اول را دارد، دوست ندارد بین موارد بعدی تمایزی قائل شود و همه آنها را فقط یک «عدد» می‌داند که لزوما هیچ یک از دیگری بهتر نیست.

## رتبه بندی سال ۲۰۰۳
رتبه بندی که توسط دیوید فریک در سال ۲۰۰۳ ایجاد شد:
1. جیمی هندریکس
2. دوان آلمن
3. بی. بی. کینگ
4. اریک کلاپتون
5. رابرت جانسون
6. چاک بری
7. استیوی ری وان
8. ری کودر
9. جیمی پیج
10. کیت ریچاردز
11. کرک همت
12. کرت کوبین
13. جری گارسیا
14. جف بک
15. کارلوس سانتانا
16. جانی رامون
17. جک وایت
18. جان فروسیانته
19. ریچارد تامپسون
20. جیمز برتون
21. جورج هریسون
22. مایک بلومفیلد
23. وارن هاینز
24. لبه
25. فردی کینگ
26. تام مورلو
27. مارک ناپفلر
28. استیون استیلز
29. ران اشتون
30. بادی پسر
31. دیک دیل
32. جان سیپولینا
33. لی رانالدو
34. تورستون مور
35. جان فاهی
36. استیو کراپر
37. بو دیدلی
38. پیتر گرین
39. برایان می
40. جان فوگرتی
41. کلارنس وایت
42. رابرت فریپ
43. ادی هیزل
44. اسکاتی مور
45. فرانک زاپا
46. پل
47. T-Bone Walker
48. جو پری
49. جان مک لافلین
50. پیت تاونشند
51. پل کوسف
52. لو رید
53. میکی بیکر
54. Jorma Kaukonen
55. ریچی بلک مور
56. تام ورلین
57. روی بوکانان
58. دیکی بتز
59. اد اوبراین
60. جانی گرینوود
61. آیک ترنر
62. Zoot Horn Rollo
63. دنی گاتون
64. میک رونسون
65. هوبرت ساملین
66. ورنون رید
67. پیوند پیوند
68. جری میلر
69. استیو هاو
70. ادی ون هالن
71. لایتن هاپکینز
72. جونی میچل
73. تری آناستازیو
74. جانی وینتر
75. آدام جونز
76. علی فرکه توره
77. هنری وستین
78. رابی رابرتسون
79. Cliff Gallup
80. رابرت کواین
81. درک تراکس
82. دیوید گیلمور
83. نیل یانگ
84. ادی کوکران
85. رندی رادز
86. تونی آیومی
87. جوان جت
88. دیو دیویس
89. دی. بون
90. گلن باکستون
91. رابی کریگر
92. وین کرامر
93. فرد "سونیک" اسمیت
94. برت یانش
95. کوین شیلدز
96. انگوس یانگ
97. Robert Randolph
98. لی استفنز
99. گرگ جین
100. Kim Thayil

## رتبه بندی سال ۲۰۱۱
در اینجا "بهترین گیتاریستان" تاریخ بر اساس رتبه بندی رولینگ استون به روز شده در سال ۲۰۱۱ آورده شده است. این رتبه بندی به دنبال رتبه بندی چندین گیتاریست بزرگ مانند کارلوس سانتانا، ریچی بلک مور، جو پری، برایان می، ادی ون هالن و غیره ایجاد شد. این لیست شامل دو زن است: جونی میچل و بانی رایت.
1. جیمی هندریکس
2. اریک کلاپتون
3. جیمی پیج
4. کیت ریچاردز
5. جف بک
6. B. بی کینگ
7. چاک بری
8. ادی ون هالن
9. دوان آلمن
10. پیت تاونشند
11. جورج هریسون
12. استیوی ری وان
13. آلبرت کینگ
14. دیوید گیلمور
15. فردی کینگ
16. درک تراکس
17. نیل یانگ
18. پل
19. جیمز برتون
20. کارلوس سانتانا
21. چت اتکینز
22. فرانک زاپا
23. بادی پسر
24. انگوس یانگ
25. تونی آیومی
26. برایان می
27. بو دیدلی
28. جانی رامون
29. اسکاتی مور
30. المور جیمز
31. ری کودر
32. بیلی گیبون
33. شاهزاده
34. کرتیس میفیلد
35. جان لی هوکر
36. رندی رادز
37. میک تیلور
38. دی اج
39. استیو کراپر
40. تام مورلو
41. میک رونسون
42. مایک بلومفیلد
43. هوبرت ساملین
44. مارک ناپفلر
45. پیوند پیوند
46. جری گارسیا
47. استیون استیلز
48. جانی گرینوود
49. آب‌های گل آلود
50. ریچی بلک مور
51. جانی مار
52. کلارنس وایت
53. اوتیس راش
54. جو والش
55. جان لنون
56. آلبرت کالینز
57. روری گالاگر
58. پیتر گرین
59. رابی رابرتسون
60. ران اشتون
61. دیکی بتز
62. رابرت فریپ
63. جانی وینتر
64. Duane Eddy
65. اسلش
66. لسلی وست
67. T-Bone Walker
68. جان مک لافلین
69. ریچارد تامپسون
70. جک وایت
71. رابرت جانسون
72. جان فروسیانته
73. کرت کوبین
74. دیک دیل
75. جونی میچل
76. رابی کریگر
77. ویلی نلسون
78. جان فاهی
79. مایک کمپبل
80. رفیق شفیق
81. لو رید
82. نلز کلین
83. ادی هیزل
84. جو پری
85. اندی سامرز
86. J Mascis
87. جیمز هتفیلد
88. کارل پرکینز
89. بانی رایت
90. تام ورلین
91. دیو دیویس
92. دایم بگ دارل
93. پل سایمون
94. پیتر باک
95. راجر مک‌گین
96. بروس اسپرینگستین
97. استیو جونز
98. الکس لایفسون
99. تورستون مور
100. لیندسی باکینگهام

## پذیرش و بررسی
جیمی هندریکس، در صدر هر دو رده بندی است. در مصاحبه ای از او پرسیده‌اند: بهترین گیتاریست دنیا بودن چه حسی دارد؟ او پاسخ داد: نمی دانم، از روری گالاگر بپرس.
اگرچه رسانه های خاصی این دو رتبه را بدون اعتراض منتشر کردند، مخالفانی نیز در این وجود دارند. اولیویر نوک از فیگارو از آنها به خاطر عدم جسارتشان انتقاد می کند. چرا که تنها سه نفر از نوازندگان نامبرده زیر چهل سال سن دارند و شهرت اغلب بر استعداد ترجیح داده شده است. و همچنین تنها دو زن در لیست وجود دارند، که جونی میچل و بانی رایت هستند (و جوآن جت، که در نسخه ۲۰۰۳ حضور داشتند).
همچنین افراد لیست همگی آنگلوساکسون هستند، به استثنای علی فرکا توره که مالیایی است و در رده بندی دوم حذف شده است. همانطور که گاردین اشاره کرده است، اکثریت قریب به اتفاق ۱۳۵ نوازنده ای که در یکی از این دو لیست نام برده شده، آمریکایی هستند. همچنین حدود سی بریتانیایی، چهار کانادایی، یک ایرلندی و یک استرالیایی نیز حضور دارند. سبک های موسیقی انتخاب شده اساساً راک (و مشتقات آن) و بلوز هستند. برخی از نمایندگان موسیقی فولک، کانتری، سول یا فانک و جاز-راک نیز در لیست حضور دارند.